# Rigolisa
Rigolisa és un llogaret pertanyent al municipi de Puigcerdà situat a nord-est del puig Cerdà i format per un mas i l'església de Sant Jaume de Rigolisa. L'any 2021 tenia 44 habitants.
Rigolisa és un topònim preromà bascoide, probablement format d'Errako i lezea, que voldria dir "barranc del cremat". En 946 (segle X) apareix documentat per primer cop, amb el nom d'Eragolissa, com una possessió del monestir de Sant Miquel de Cuixà que el rei Alfons I comprà per fundar Puigcerdà.

## Sant Jaume de Rigolisa
Sant Jaume de Rigolisa és una església del municipi de Puigcerdà (Cerdanya) inclosa en l'Inventari del Patrimoni Arquitectònic de Catalunya.
La primitiva església dedicada a Sant Jaume apòstol va ser destruïda per les tropes franceses el 1793 a la Guerra Gran i fou restaurada per la família Guasc. El lloc actual de l'església de Sant Jaume de Rigolisa, a prop de les Ansaneres, al costat del riu Raür, fou traslladat per la família Macià i Bonaplata. L'església comptava amb un retaule gòtic del mestre cerdà Pere Borrell que es va perdre el 1936. És un temple neogòtic amb un portal d'arquivoltes ogivals i una gran rosassa, amb un estilitzat campanar de torre de 17 metres, amb coberta piramidal de pissarra.
El nom antic de l'església era Sant Jaume d'Eragolissa i podria ser una deformació fonètica d'"anar a Galícia". Diu la llegenda que l'església primitiva podria haver estat edificada pel mateix apòstol Jaume, en el seu camí cap a Galícia. Per aquest motiu passaven per Rigolisa els pelegrins provinents del santuari de Bell-lloc i de Font-romeu, anant per l'antic camí de Puigcerdà a Llívia.
El 25 de juliol s'hi celebra l'aplec de Sant Jaume.